# Elena Pautova
Elena Osipovna Pautova (russe : Елена Осиповна Паутова), née le 22 janvier 1986 à Adler (kraï de Krasnodar), est une athlète handisport russe concourant en T12 pour les athlètes ayant une déficience visuelle. Elle détient deux titres paralympiques sur le 1 500 m (2004, 2012) ainsi que trois titres mondiaux (2006, 2011, 2013).

## Palmarès

### Jeux paralympiques
- Jeux paralympiques d'été de 2004 à Athènes :
  -  1 500 m T12
  -  800 m T12
- Jeux paralympiques d'été de 2008 à Pékin
  -  800 m T12
  -  1 500 m T12
- Jeux paralympiques d'été de 2012 à Londres :
  -  1 500 m T12
- Jeux paralympiques d'été de 2020 à Tokyo :
  -  marathon T12

### Championnats du monde
- Championnats du monde 2006 à Assen :
  -  1 500 m T12
  -  800 m T12
- Championnats du monde 2011 à Christchurch :
  -  1 500 m T12
- Championnats du monde 2013 à Lyon :
  -  1 500 m T12
- Championnats du monde 2015 à Doha :
  -  1 500 m T12
  -  4 × 100 m T11-13
- Championnats du monde 2019 à Dubaï :
  -  1 500 m T12